# ハワイガス
ハワイガス（英語: Hawaii Gas）は、アメリカ合衆国ハワイ州でガスのサービスを提供する会社で、MIC（Macquarie Infrastructure Company）の子会社である。

## 概要

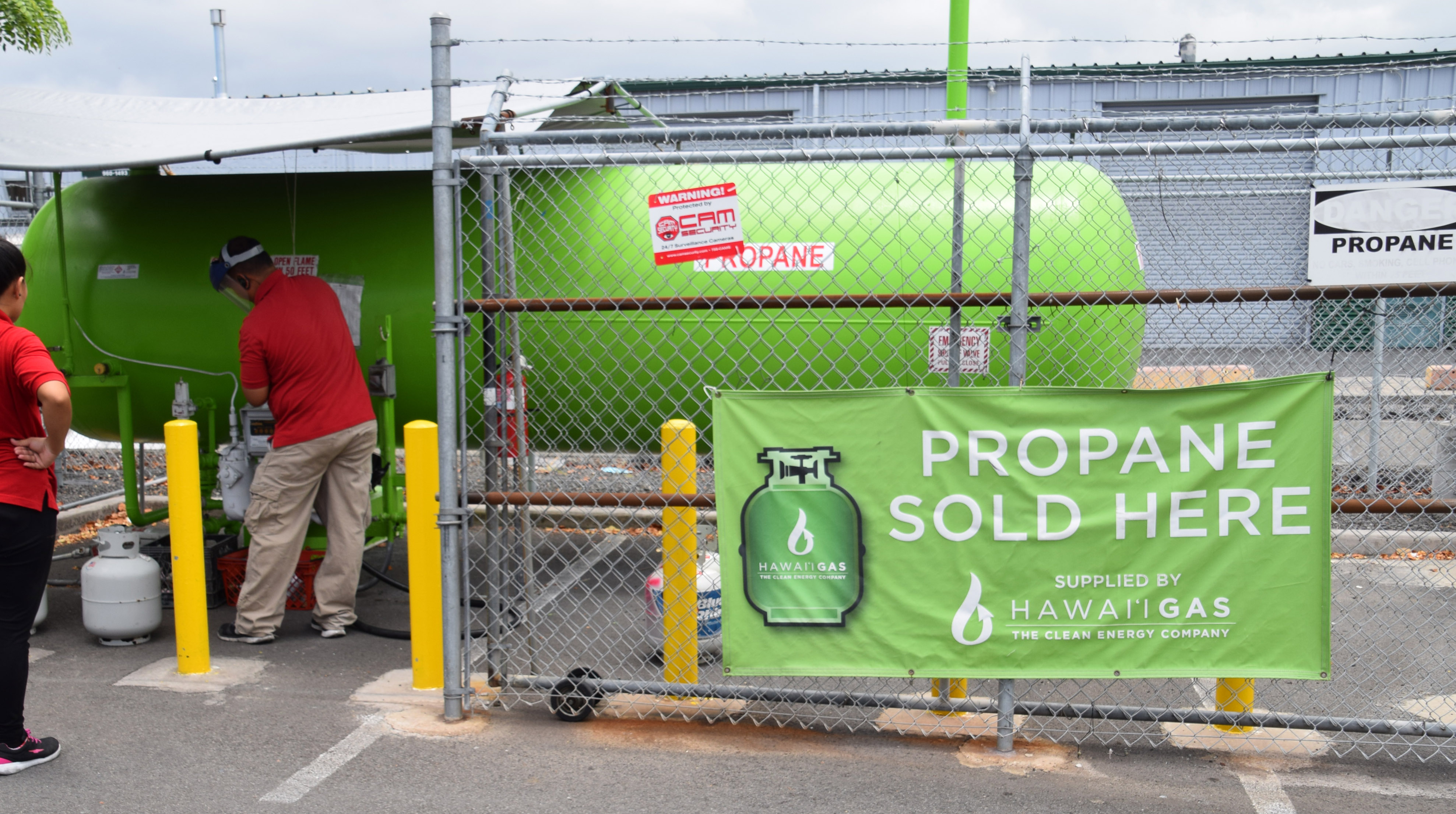
ハワイガスのディーラーでプロパンガスを買う

ハワイガスはハワイ州ホノルルに本部があるガス会社である。1904年に創業し、ハワイ州の主要な都市（オアフ島ホノルル、カウアイ島リフエ、モロカイ島カウナカカイ、ハワイ島ヒロとカイルア・コナ、マウイ島カフルイ、ラナイ島ラナイ・シティ）でオフィスを展開して、ハワイでは唯一の会社なので通常「The Gas Company」と呼ばれてきた。
ハワイガスはオアフ島では1,000マイルのガス管を通して28,000戸に合成天然ガス（SNG）を都市ガスとして供給し、そのほかハワイ州全体で40,000戸へLPGをボンベで供給している。また場所に依り、エース・ハードウェア（Ace Hardware）、テソロ石油販売店などの契約ディーラーを通しても、LPGを供給している。 

## 参照
1. ↑   ザ・ガス・カンパニー (英語)
2. ↑   ザ・ガス・カンパニー (英語)
3. ↑   ハワイガスのプロファイル (英語)